# Vádí el-Chalaf
Vádí el-Chalaf (hebrejsky ואדי אל-ח'לף) je vádí v Jeruzalému v Judských horách.
Začíná v nadmořské výšce okolo 750 metrů na hřebenu Judských hor v prostoru města Jeruzalém, jihozápadně od čtvrti Pisgat Ze'ev a východně od čtvrti Šu'afat. Směřuje pak k východu a prudce se zařezává do okolního terénu. Vede hlubokým, částečně zalesněným údolím podél jižní strany čtvrti Pisgat Ze'ev, kde míjí pahorek Ras Abu Maruf. Pak přechází do dalších vádí, která jeho vody odvádějí na území Západního břehu Jordánu, kde ústí do vádí Nachal Prat (Vádí Kelt), které patří do povodí Mrtvého moře.